# Lazăr Dorohov
Lazăr Dorohov (n. 13 aprilie 1900, Stavropol, Rusia  - d. 11 martie 1964 ) a fost un specialist moldovean în fiziologia plantelor, care a fost ales ca membru corespondent al Academiei de Științe a Moldovei. Conform Enciclopediei  este rus refugiat în Basarabia in anul 1919 in contextul luării orașului Stavropol de către armatele lui Anton Denikin.
Era doctor în biologie. La data de 16 mai 1961, a înființat Institutul de Fiziologie si Biochimie a Plantelor, devenind primul său director.
La data de 1 august 1961, a fost ales ca membru corespondent al Academiei de Științe a RSSM. A încetat din viață în anul 1964.